# 热贝库尔
热贝库尔（法語：Gerbécourt，法語發音：[ʒɛʁbekuʁ]）是法国摩泽尔省的一个市镇，属于萨尔堡-萨兰堡区。

## 地理
热贝库尔（48°51'6"N, 6°30'52"E）面积2.95 平方千米，位于法国大東部大區摩泽尔省，该省份为法国东北部内陆省份，是洛林的一部分，西南接默尔特-摩泽尔省，东临下莱茵省，北与卢森堡和德国接壤。
与热贝库尔接壤的市镇（或旧市镇、城区）包括：丰特尼、吕贝库尔、皮蒂尼、瓦克西。

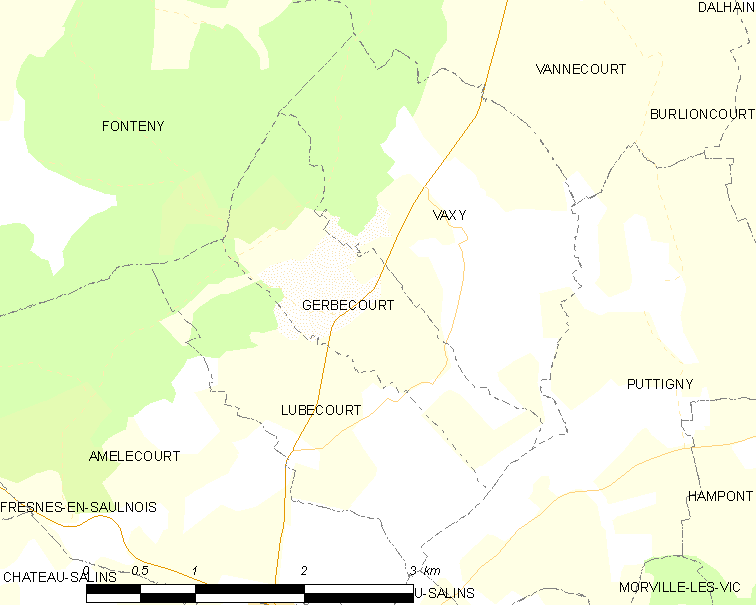
热贝库尔的OSM定位图

热贝库尔的时区为UTC+01:00、UTC+02:00（夏令时）。

## 行政
热贝库尔的邮政编码为57170，INSEE市镇编码为57247。

## 政治
热贝库尔所属的省级选区为索努瓦县。

## 人口

1962-2008年间热贝库尔人口变化图示

热贝库尔于2022年1月1日时的人口数量为80人。